# Serata tragica
Serata tragica (Première) è un film poliziesco musicale del 1937 diretto da Géza von Bolváry.

## Trama
Durante la prima di uno spettacolo di rivista spettacolare a Vienna, con il debutto di una nuova star: Carmen Daviot.
Durante lo spettacolo, il produttore del teatro (Reinhold) viene misteriosamente assassinato nel suo palco, senza che il pubblico se ne accorga.
Reinhold era stato minacciato con un'arma dal tenore, poiché corteggiava la protagonista. Per dare spazio alla sua nuova protetta, il produttore aveva scacciato dal teatro un'altra artista (Lydia Loo), con la quale aveva avuto rapporti sentimentali: anche quest'ultima lo aveva minacciato di morte. 
Tutti questi elementi vengono a conoscenza del commissario di polizia che, senza interrompere lo spettacolo, svolge la sua difficile inchiesta e, dopo molti abbagli, troverà il vero colpevole. 
Infatti alla fine egli riesce a identificare l'assassino nella persona dell'attrezzista (Lohrmann), fratello dell'artista licenziata il quale aveva voluto vendicare sua sorella.